# Praxiteles

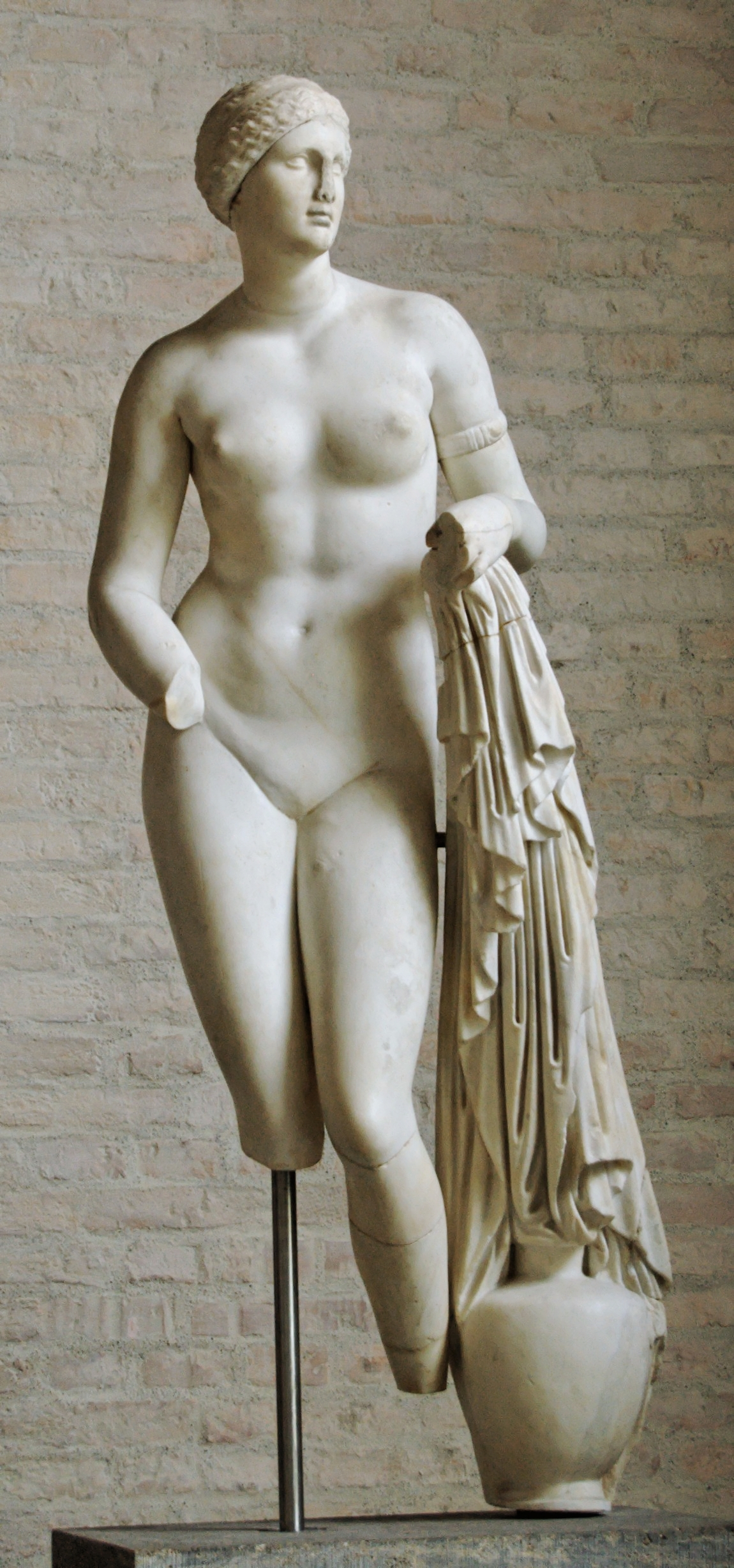
Afrodite door Praxiteles, in de Glyptothek in München

Praxiteles (Oudgrieks: Πραξιτέλης, Praxitélês) (Athene, circa 390 v. Chr. in Athene -  circa 320 v. Chr.) was een Atheens beeldhouwer die vóór de komst van Alexander de Grote naar Griekenland stierf. Deze laatste heeft namelijk een aantal bekende beeldhouwers werken voor zich laten maken. Praxiteles, die veruit het meeste geprezen werd om zijn werken, heeft echter nooit een beeld voor Alexander de Grote gemaakt. 
Dat zijn naam en beeldhouwwerken gedurende de hele oudheid een enorme bekendheid genoten, getuigen de vele bewaarde tekstfragmenten waarin zijn werken worden opgehemeld. Zo zeggen zowel Plinius de Oudere als Pseudo Lucianus dat de Aphrodite van Cnidus, gemaakt door Praxiteles, het beroemdste werk uit de hele oudheid is.
Deze naamsbekendheid staat echter in schril contrast met de hoeveelheid concrete gegevens die we vandaag de dag nog over het leven van Praxiteles bezitten. Zo is het zelfs gissen naar de vader van Praxiteles. Vermoedelijk was de vrij bekende beeldhouwer Kephisodotos zijn leermeester en vader. Men vermoedt dit omdat Praxiteles zijn zonen Timarchos en Kephisodotos genoemd heeft. Deze laatste had volgens Plinius het talent van zijn vader geërfd. Bovendien hadden de Grieken de gewoonte om de kinderen te vernoemen naar hun grootvader. Daarnaast weten we dat Praxiteles en zijn vermoedelijke vader tezelfdertijd in Megalopolis gewerkt hebben. Dit alles wijst erop dat de vermoedens juist zijn, maar echt bewijzen doen ze het niet.

## Praxitelische kenmerken
In tegenstelling tot de grote beeldhouwers van de 5e eeuw v.Chr., zoals Phidias, beeldt Praxiteles de goden niet meer uit in al hun verhevenheid. Het is niet zijn bedoeling om de almacht van de goden en de onmacht van mens tegen de grillen van deze goden te benadrukken. Hij tracht juist hun aardse, menselijke kant te benadrukken door hen met gevoelens, die als typisch menselijk beschouwd worden, af te beelden. Hun bovenaardse schoonheid zorgt er echter voor dat je niet kan twijfelen aan het feit dat het goden zijn.
Geliefde onderwerpen van Praxiteles waren Eros, Apollo, Artemis, Aphrodite, Hermes, Dionysos en Satyrs. Deze beeldde hij telkens af als beeldschone jongelingen of als mooie jonge vrouwen.

## Beeldhouwwerken van Praxiteles
De antieke auteurs schrijven meer dan 50 werken toe aan Praxiteles. Deze beelden waren ofwel van brons ofwel van marmer. Plinius vermeldt wel dat hij zijn roem vooral te danken had aan zijn marmeren beelden. Toch weet hij 14 namen op te sommen van bronzen werken van Praxiteles die hij zelf mooi vindt. Of hij echt zoveel werken heeft gemaakt, kunnen we echter niet meer nagaan daar er erg veel werken verloren gegaan zijn. De meeste die we vandaag de dag nog kennen, zijn tot ons gekomen via Romeinse kopieën. Al vermoedt men dat de gevonden Hermes met het kind Dionysos een origineel is aangezien men het werk teruggevonden heeft op exact dezelfde plaats als waar Pausanias schrijft deze Hermes gezien te hebben. Carl Blümel betwist dit echter. Hij is van mening dat dit werk niet uit de 4e eeuw v.Chr. dateert, maar gemaakt is door een hellenistisch beeldhouwer die Praxiteles van Pergamon heette. Hieronder worden enkele werken nader besproken.

### Aphrodite van Knidos
Het beeld toont ons Aphrodite net wanneer ze op het punt staat om in bad te gaan. Ze heeft haar gewaad net uitgedaan en over een vaas gehangen. Haar linkerhand rust vervolgens op deze vaas terwijl haar rechterhand subtiel haar schaamstreek bedekt.
Zoals reeds eerder vermeld, was dit volgens Plinius en Pseudo Lucianus het beroemdste werk uit de oudheid. Ironisch hieraan is het feit dat de inwoners van Knidos dit beeld maar gekregen hebben omdat de inwoners van het eiland Kos het niet wilden. Ze zouden het ongepast gevonden hebben om de godin naakt af te beelden. Praxiteles heeft voor hen daarom ook een geklede versie gemaakt. Plinius weet nog te zeggen dat het naakte beeld een toeristische trekpleister was. Velen zouden naar Knidos gereisd zijn enkel en alleen maar om het beeld te bewonderen. Volgens Pseudo Lucianus stond het beeld in een tempel met 2 ingangen. De ene ingang gaf uitzicht op de voorkant van het beeld, de andere gaf uitzicht op de rug. Op deze manier kon men het beeld in al zijn schoonheid bewonderen.
De volgende tekstfragmenten illustreren de bijna mythische status van het beeld:
“Hermes zegt tegen Aphrodite dat ze uit marmer is gemaakt en niet uit goud zoals ze zelf beweert en dat het door de goedwil van Praxiteles is dat ze geworden is wie ze is. Het was ook Praxiteles die je aan Knidos gegeven heeft.”
“Stel je de perfecte vrouw voor, samengesteld uit de mooiste lichaamsdelen van beeldhouwwerken, dan zou ik voor het hoofd, dat van Knidia gebruiken.”
Ondertussen is wel duidelijk dat het beeld alom geprezen werd om zijn schoonheid. Het is dan ook niet verwonderlijk dat men zich reeds in de oudheid afvroeg wie er model had gestaan voor de godin. De meeste bronnen laten ons vermoeden dat het de beeldschone courtisane Phryne geweest is, met wie Praxiteles zelf een affaire zou hebben gehad. De volgende bron bewijst enkel dat men dit reeds in de oudheid vermoedde, daar het fragment niet door Phryne zelf geschreven is:
“Je hebt een prachtig kunstwerk gemaakt. Zo mooi in feite, dat er nog nooit iemand iets mooier gezien heeft dat door mensenhanden gemaakt is. Je hebt een standbeeld gemaakt van je eigen maîtresse in een geheime omgeving... En ontneem me deze eer niet. Want het is Praxiteles die de mensen loven wanneer ze naar mij kijken…”

### Apollo Sauroktonos
Op dit werk, dat origineel in brons was, zien we hoe de jonge god leunt tegen een boomstam waar een hagedis langzaam op naar boven klimt. Met zijn linkerhand verhindert hij de klim van de hagedis. Met zijn rechterhand richt hij vervolgens met een pijl op het kleine beestje. Dit detail is voor ons verloren gegaan in de kopieën, maar dankzij Plinius weten we toch nog wat hij in zijn rechterhand vasthield.

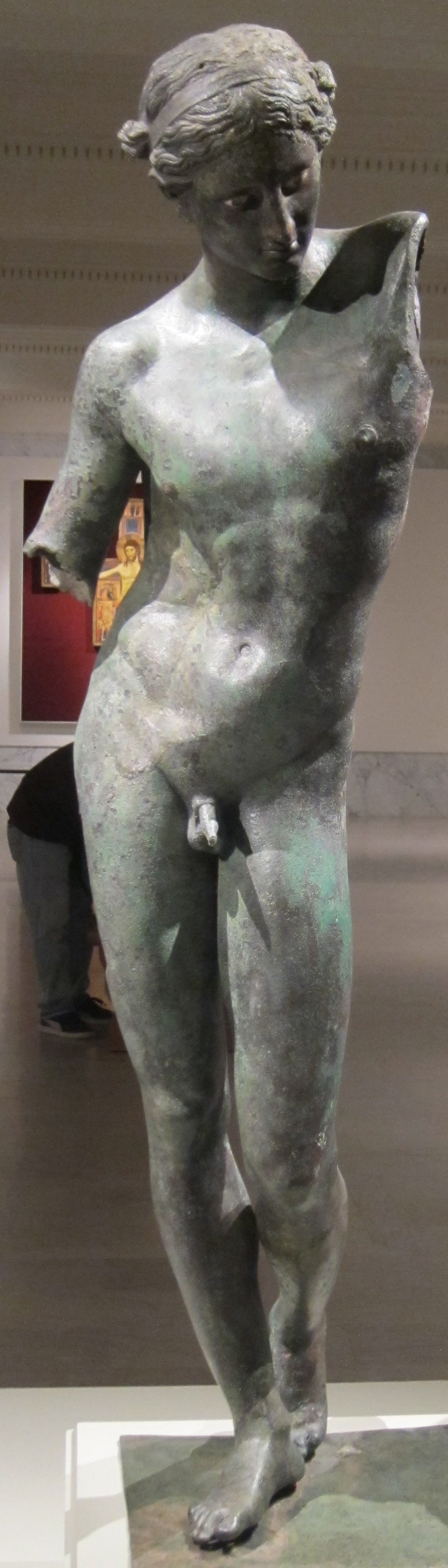
Apollo Sauroktonos, vooraanzicht
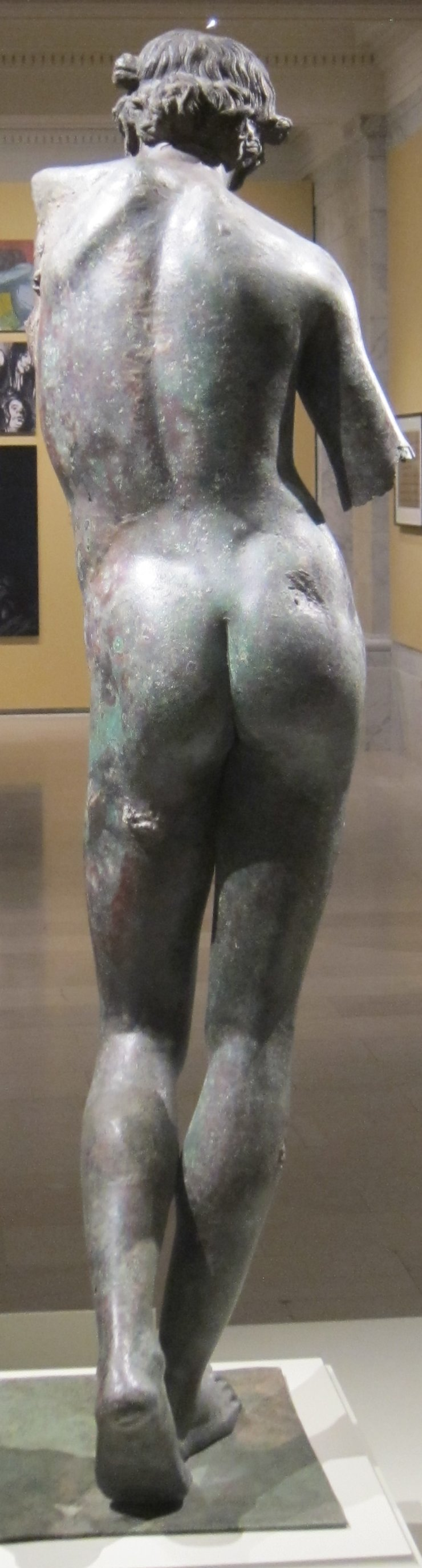
achteraanzicht
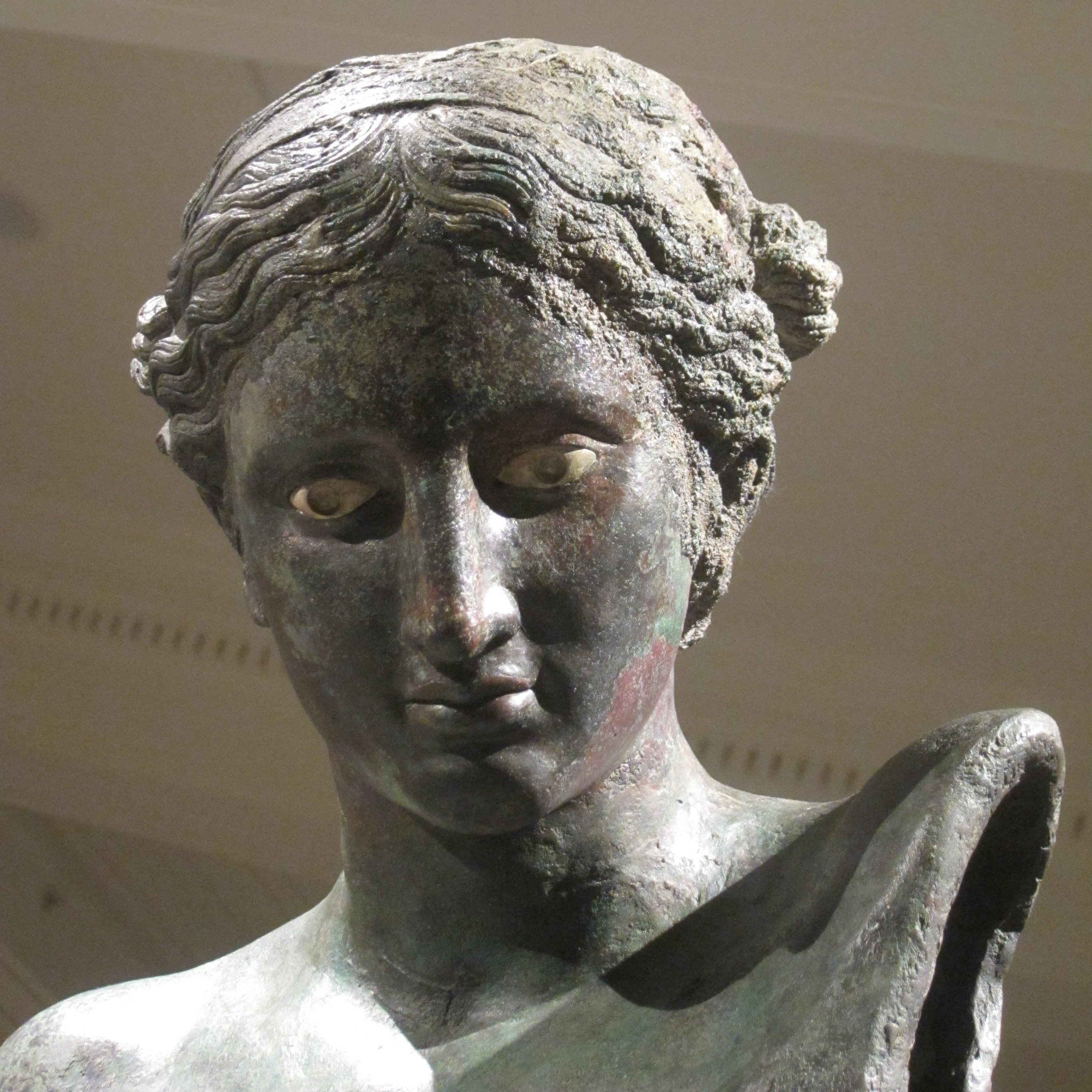
detail
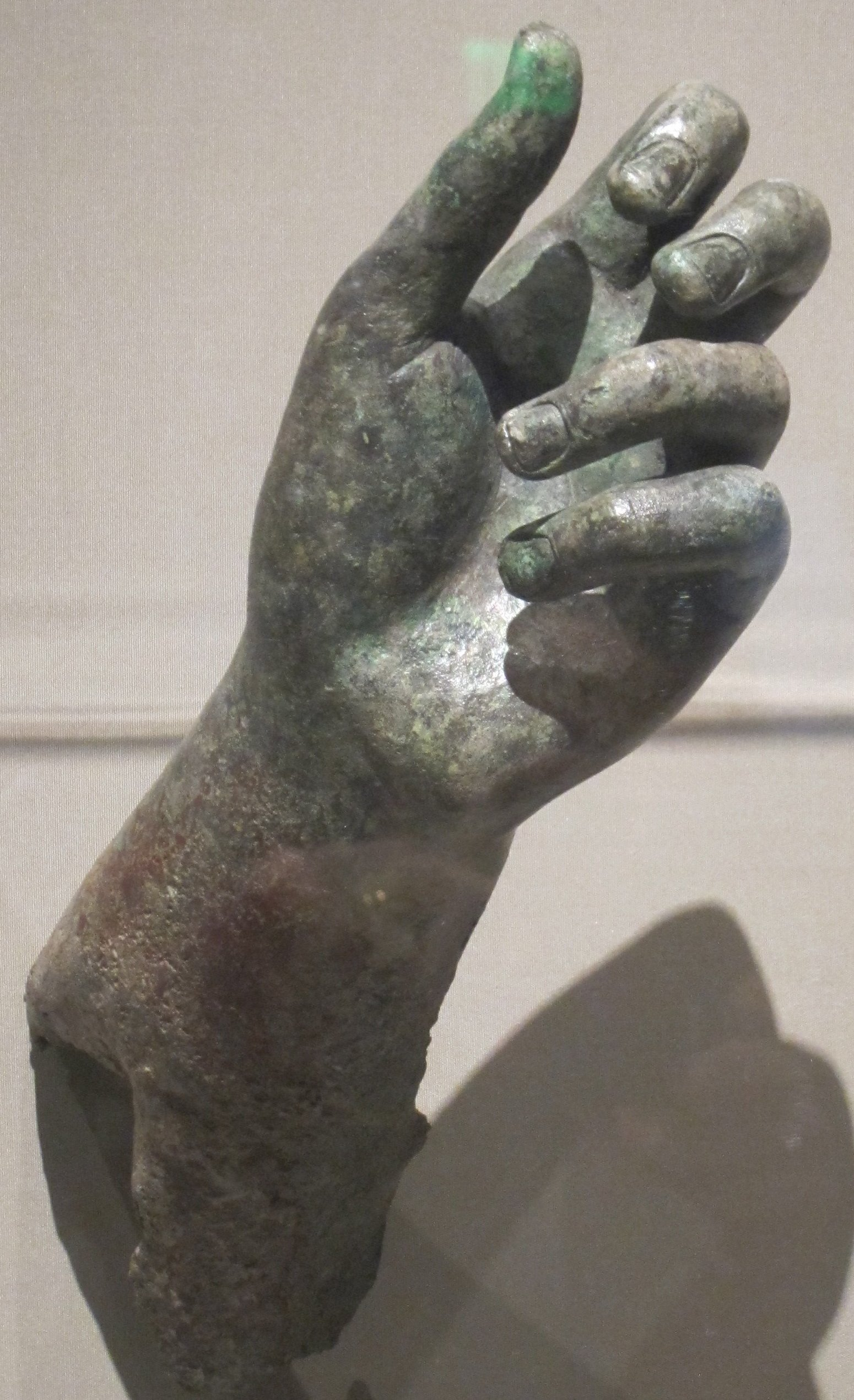
detail
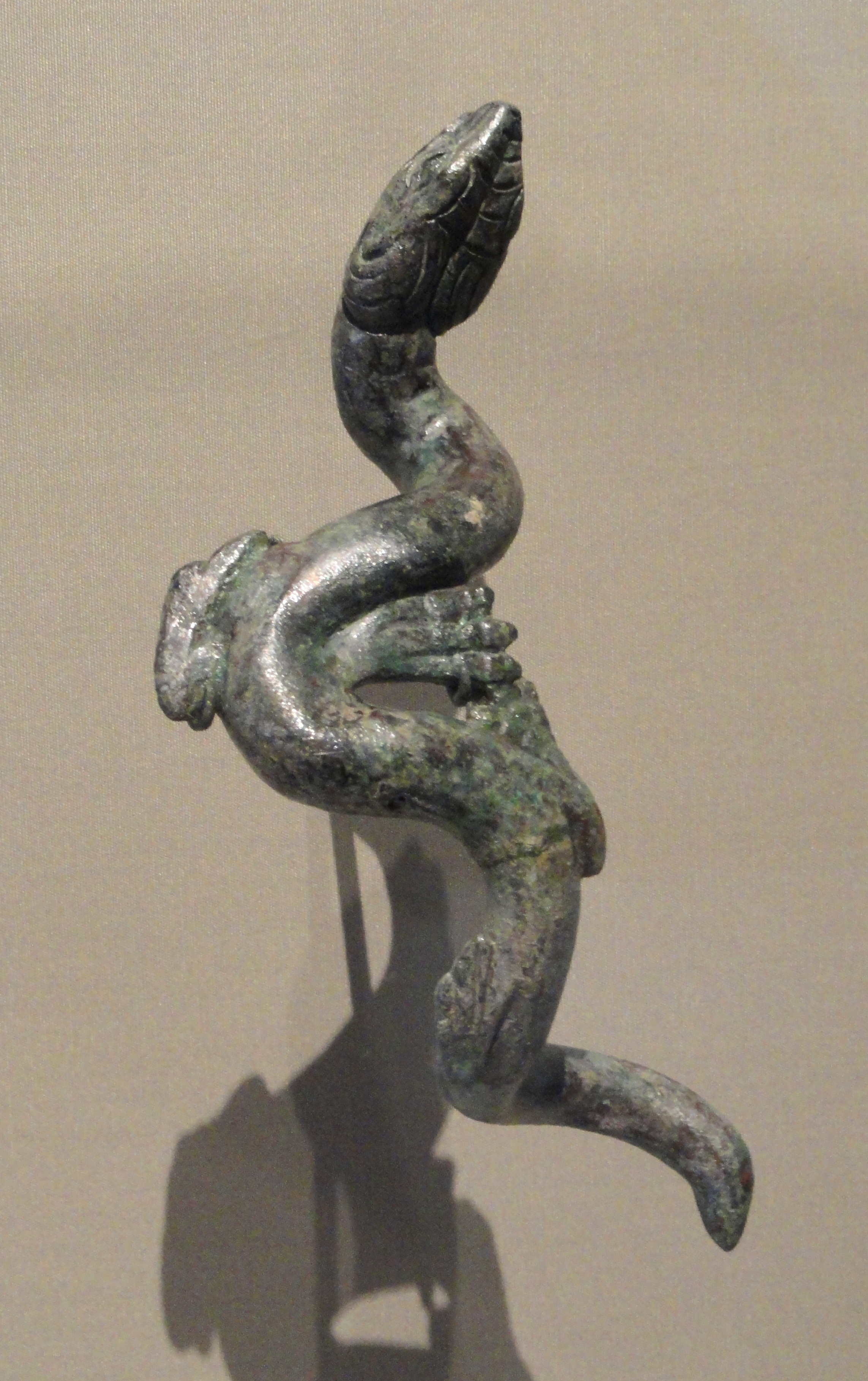
Detail

### Hermes met het kind Dionysos
Hier zien we hoe Hermes op zijn linkerarm het kleine Dionysoskind draagt, terwijl hij met zijn rechterhand waarschijnlijk een druiventros vasthield. Hiernaar strekt de kleine Dionysos zijn armen uit. Zoals reeds hoger vermeld, zou dit het enige originele werk van Praxiteles zijn dat we vandaag de dag nog hebben.

### Leto, Apollo en Artemis
Deze beeldengroep werd door Pausanias beschreven en zou gediend hebben ter versiering van het heiligdom van Apollo Prostaterius. Het bestond onder meer uit Leto, Apollo, Artemis, muzen en de sater Marsyas. Archeologen hebben te Mantinea de basis van de groep teruggevonden. De beelden zelf zijn echter vernietigd.

### Eros van Thespiae
Dit zou volgens Pausanias een van de lievelingswerken van Praxiteles geweest zijn. Hij vertelt ons namelijk dat Praxiteles op een dag beloofde aan Phryne dat ze zijn mooiste werk zou krijgen. Praxiteles kon of wou echter zelf niet kiezen wat zijn mooiste werk was, waardoor Phryne moest blijven wachten op het beloofde werk. Om wat vaart achter de beslissing van Praxiteles te zetten, liet ze een van haar slaven aan hem vertellen dat er een brand was uitgebroken in zijn studio en dat er een groot deel van zijn werken was verloren gegaan. Praxiteles liep daarop meteen naar zijn atelier en riep dat alles verloren was als zijn Sater of Eros vernietigd was. Toen Phryne eindelijk wist wat zijn mooiste werken waren, hield ze hem tegen en legde ze haar slinkse plan uit. Daarop koos ze de Eros van Praxiteles en gaf ze het aan Thespiae, de stad waar ze vermoedelijk geboren is. De eerste die volgens Pausanias het standbeeld verplaatst heeft, was de Romeinse keizer Gaius. Keizer Claudius zou het op zijn beurt aan Thespiae teruggegeven hebben waarop Nero het een tweede keer terug naar Rome liet overbrengen. Daar zou het vernietigd zijn in een brand.

### Primaire bronnen
- (pseudo?) Lucianus, Amores, 13-14
- Aelianus, Varia historia, IX, 32
- Alciphron, Letters of courtesans, I
- Cicero, In Verrem, IV, 60, 135
- Clemens Alexandrinus, Protrepticus, X, 78
- Lucianus, Imagines,IV (p. 263); VI (p. 267); VII
- Lucianus, Iuppiter tragoedus, X
- Lucianus, Pro Imaginibus, XXIII
- Martialis, XIV, 172 (p. 246)
- Pausanias, I, 2, 3; I, 2,4; I,20,1; I,23,7; I,40,3; I,43,6; I,44,2
- Pausanias, IX, 27, 5
- Pausanias, V, 17, 3
- Pausanias, VI, 26, 1
- Pausanias, VIII,9,1; VIII,9,3
- Pausanias, X, 15, 1
- Pausanias, X, 37, 1
- Plinius, Naturalis Historia XXXIV, 50; XXXIV, 69; XXXIV, 70
- Plinius, Naturalis Historia XXXVI, 20; XXXVI, 23; XXXVI, 28
- Strabo, Geographica, XIV, I, 23
- Valerius Maximus, Facta et dicta memorabilia, VIII, 11,4
- Vitruvius, De architectura, VII, praefatio, 13

### Secundaire literatuur
- “Praxiteles.” in: Masters in Art, 33 (1902), 3, 40 p.
- Becatti (G.). “Prassitele” In: A. Ferrabino (dir.) Enciclopedia dell’arte antique, VI, 423/1- 431/1
- Blümel (C.). Hermes Eines Praxiteles. Baden-Baden, Woldemar Klein Verslag, 1948, 72 p.
- Boardman (J.), Dörig (J.), Fuchs (W.) en Hirmer (M.). Die Griechische Kunst. Munchen , Hirmer Verslag München, 1992, 240 p.
- Boardman (J.). Greek art. Londen, Thames and hudson, 1970, 276 p.
- Byvanck (A.W.). De kunst der oudheid. Leiden, E.J. Brill, 1957, 407 p.
- Carpenter (R.). “Who carved Praxiteles?” in: American Journal of Archaeology, 35 (1931), 3, pp. 249–261.
- Carpenter (R.). The esthetic basis of Greek art of the fifth and fourth centuries B.C.. Indiana, Indiana University Press, 1959, 177 p.
- Charbonnaux (J.), Martin (R.) en Villard (F.). Grèce classique (490-330 avant j.-C.). Paris, Gallimard, 1969, 423 p.
- Cooper (C.). “Hyperides and the Trial of Phryne” in: Phoenix, 49 (1995), 4, pp. 303–318
- Coulson (W.D.E.). “The Reliability of Pliny's Chapters on Greek and Roman Sculpture” in: The Classical World, 69 (1976), 6, pp. 361–372.
- Curtius (L.). Die Antike Kunst, Die Klassischen Kunst Griechenlands. Potsdam, Akademische verslagsgesellschaft Athenaion, 1937, 466 p.
- Furtwängler (A.). Meisterwerke der Griechischen Plastik. Leipzig-Berlin, Verslag von Giesecke & Devrient, 1893, 767 p.
- Harrison (J.E.). Introductory studies in Greek art. Londen, Fisher, 1897, 312 p.
- Klein (W.). Praxiteles. Leipzig, Verslag von Veit & Comp., 1898, 448 p.
- Lubke (W.), Pernice (E.) en Sarne (B.). Griekse kunst, Hellas en Rome, Antieke bronnen van de Europese beschaving. Antwerpen, De Nederlandse Boekhanden, 1953, 286 p.
- Martin (R.). A History of Greek Art I. Cambridge, Cambridge University Press, 1975, 611 p.
- Maxmin (J.). “A Note on Praxiteles' 'Sauroktonos'” in: Greece & Rome, 20 (1973), 1, pp. 36–37.
- Michaelis (A.). “The Cnidian Aphrodite of Praxiteles” in: The Journal of Hellenic Studies, 8 (1887), pp. 324–355.
- Osbourne (R.). Archaic and classical Greek art. Oxford, Oxford university press, 1998, 270 p.
- Overbeck (J.). Griecchischen plastic. Leipzig, J.C. Hinrichs’sche Buchhandlung, 1881, 485 p.
- Papaioannou (K.). L’art et la civilisation de la Grèce ancienne. Paris, Mazenod, 1972, 636 p. (ed. L. Mazenod).
- Picard (C.). La Sculpture Antique. Parijs, Libraire Renouard, 1923, 428 p.
- Praxiteles in: Bartels (K.) und Huber (L.). (eds.), Lexicon Der Alten Welt, I, 2427-2428 kol.
- Praxiteles in: Cancik (H.) und Schneider (H.). (eds.),Der Neue Pauly Enzyklopädie der Antike. X, 279/2-283/1
- Praxiteles in: Ziegler (K.) und Sontheimer (W.). (eds.), Der kleine Pauly Lexikon der Antike. Auf der Grundlage von Pauly’s Realencyclopädie der classischen Altertumswissenschaft. IV, 1124-1125 kol.
- Robertson (M.). A history of Greek art. London, Cambridge university press, 1975, 2 v.
- Shanks (M.). Art and the Greek city state, Cambridge, Cambridge university press, 1999, 237 p.
- Waldstein (C.). Greek sculpture and modern art. Cambridge, Cambridge university Press, 1914, 70 p.
- Ziegler (K.).” Praxiteles” In: Wissowa (G.) Paulys Real-Encyclopädie der classischen Altertumswissenschaft , XXII, 1787/1- 1809/1.

- Bibliothèque nationale de France: cb13163357h (data)
- Catàleg d'autoritats de noms i títols de Catalunya: 981058620328706706
- Gemeinsame Normdatei: 118793241
- International Standard Name Identifier: 0000 0000 9561 4259
- KulturNav: 4a4d623c-3556-4f5f-9849-b8e799e6722e
- Library of Congress Control Number: nr90003636
- Nationale Bibliotheek van Letland: 000228349
- Nationale Bibliotheek van Tsjechië: xx0063575
- Nationale Bibliotheek van Israël: 987007291952605171
- Nederlandse Thesaurus van Auteursnamen: 120462249
- RKD-Nederlands Instituut voor Kunstgeschiedenis: 353494
- Système universitaire de documentation: 031018998
- Union List of Artist Names: 500010499
- Virtual International Authority File: 76163187
- WorldCat: E39PCjJ7338jm7Kx9pDX4778md